# Czernidłówka śnieżnobiała

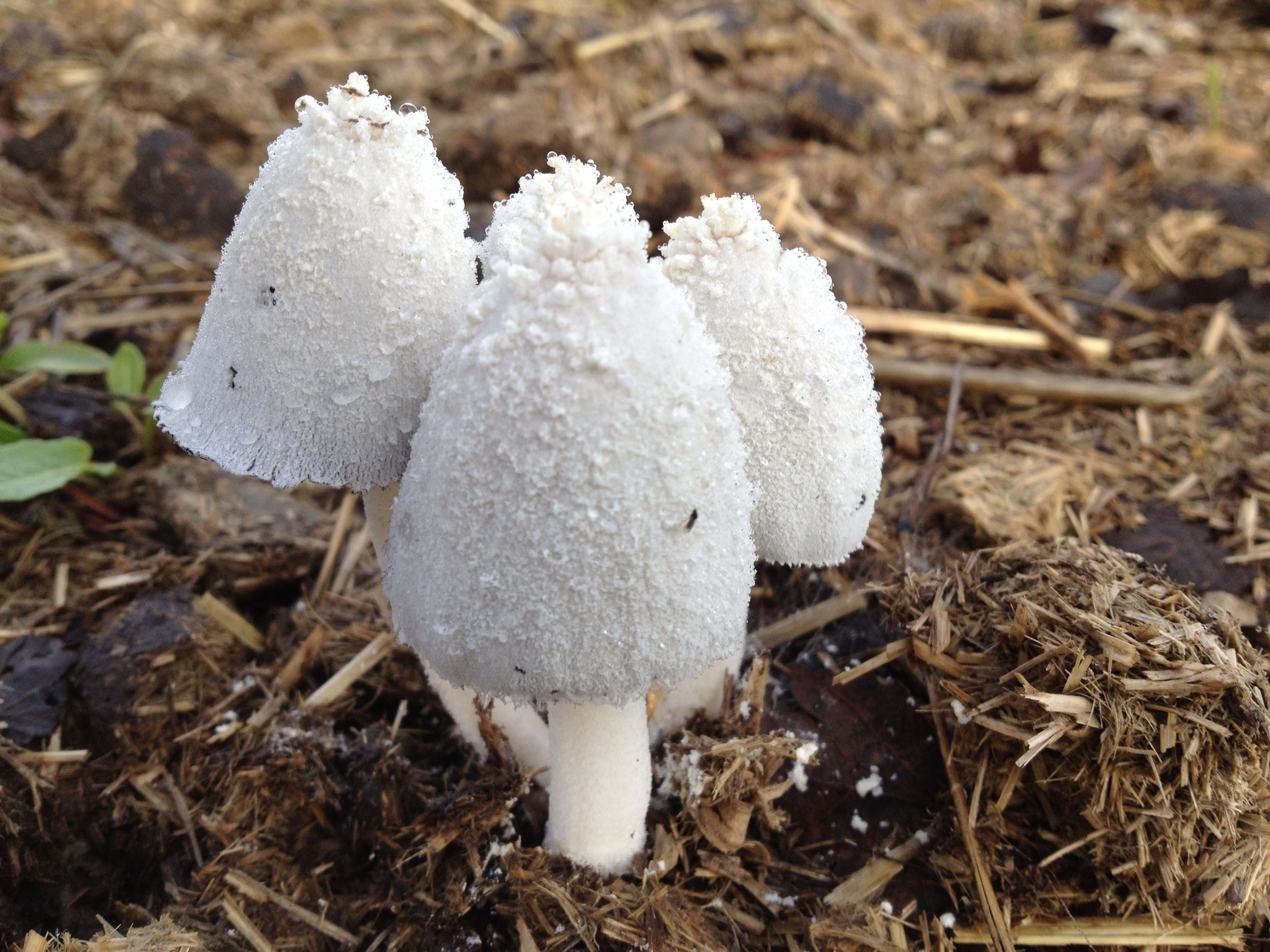

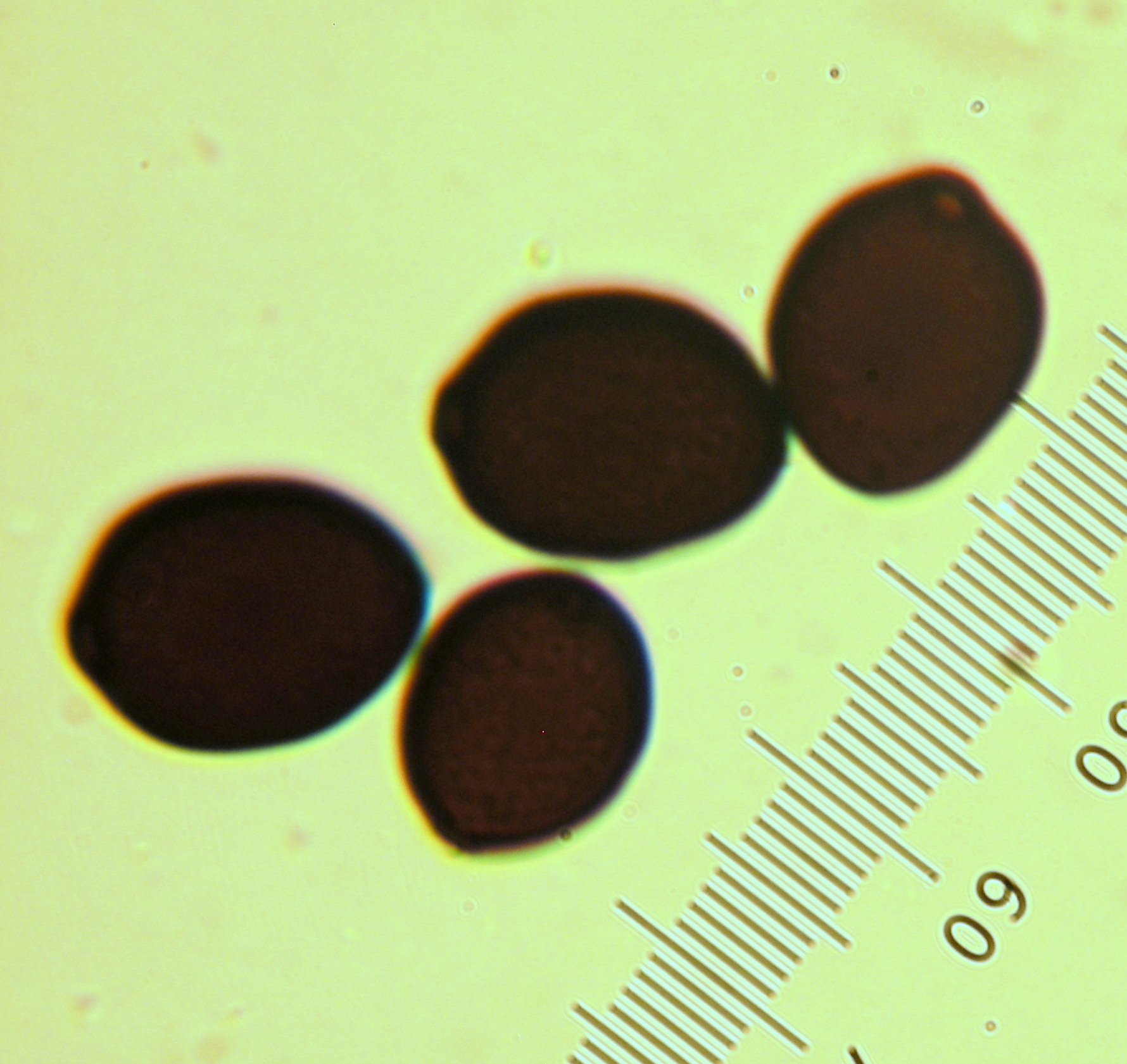
Zarodniki

Czernidłówka śnieżnobiała, czernidłak śnieżnobiały (Coprinopsis nivea (Pers.) Redhead, Vilgalys & Moncalvo) – gatunek grzybów należący do rodziny kruchaweczkowatych (Psathyrellaceae).

## Systematyka
Pozycja w klasyfikacji według Index Fungorum: Coprinopsis, Psathyrellaceae, Agaricales, Agaricomycetidae, Agaricomycetes, Agaricomycotina, Basidiomycota, Fungi.
Po raz pierwszy opisał go w 1801 r. Christiaan Hendrik Persoon nadając mu nazwę Agaricus niveus, w 1832 r. Elias Fries przeniósł go do rodzaju Coprinus. W wyniku badań filogenetycznych prowadzonych na przełomie XX i XXI wieku mykolodzy ustalili, że rodzaj Coprinus jest polifiletyczny i rozbili go na kilka rodzajów. Obecną, uznaną przez Index Fungorum nazwę nadali temu gatunkowi Redhead, Vilgalys i Moncalvo w 2001 r.
Synonimy:
- Agaricus niveus Pers. 1801
- Coprinus latisporus P.D. Orton 1972
- Coprinus niveus (Pers.) Fr. 1838
- Coprinus niveus var. parvisporus Bogart 1975

Polską nazwę czernidłak śnieżnobiały zaproponował Władysław Wojewoda w 2003 r. dla synonimu Coprinus niveus. Po przeniesieniu do rodzaju Coprinellus nazwa ta stała się niespójna z obecną nazwą naukową. W 2025 r. Komisja ds. Polskiego Nazewnictwa Grzybów Polskiego Towarzystwa Mykologicznego zarekomendowała dla rodzaju Coprinopsis nazwę czernidłówka.

## Morfologia
Owocnik o wysokości 5–24 cm.
KapeluszWysokość 2–5,4cm, szerokość 1,7–2,7 cm. Kształt młodych owocników elipsoidalny do dzwonkowatego, potem owocniki rozszerzają się i stają się wypukłe, w końcu rozpostarte z szerokim garbkiem. Powierzchnia w stanie suchym początkowo czysto biała, potem o barwie od mysio-szarej do szarobrązowej Zasnówka włoskowata, biała, oprószona, u młodych owocników całkowicie pokrywająca kapelusz, u starszych kłaczkowata, rozproszona. Kapelusz promieniście prążkowany, brzeg nieregularny. Skórka nie złuszcza się.
BlaszkiWolne lub nieco przyrośnięte, nierówne, stłoczone, wąskie lub średnio szerokie (2–3 mm), rozpływające się w czasie dojrzewania. Za młodu białe, w okresie dojrzałości szaro-czarne. Ostrza gładkie.
TrzonWysokość 5,2–12 cm, średnica 0,4–0,9 cm, cylindryczny z bulwiastą podstawą, pusty. Powierzchnia biała, włóknista, oprószona.
Wysyp zarodnikówCzarny.
Cechy mikroskopoweBazydiospory 12–15,3 × 8,5–12,7 (Q = 1,28), w widoku z przodu soczewkowate, w widoku z boku elipsoidalne, z centralnymi lub ekscentrycznymi porami rostkowymi, grubościenne, gładkie, ciemno czerwono-brązowe. Podstawki 15,3–27 × 5–9,3 µm, 2–, 4 – zarodnikowe, cienkościenne, hialinowe. Krawędzie blaszek heteromeryczne. Cheilocystydy 29–71 × 17–42,4 µm, elipsoidalne do nabrzmiałych, maczugowatych, cienkościenne, hialinowe lub słabo ziarniste. Pleurocystydy 24–63 × 15–42,4 µm, słabo ziarniste do hialinowych. Elementy budujące zasnówkę 17–46 × 23,8–40 µm, cienkościenne, kuliste lub prawie kuliste. Strzępki w kapeluszu o szerokości 4,3–12 µm. Trama blaszek zbudowana z prawie równoległych, cienkościennych strzępek o szerokości 4,3–10 µm. Subhymenium zbudowane z pseudoparenchymy. Strzępki w skórce trzonu niemal równoległe, zbite, cienkościenne, o szerokości 8,5–24 µm. Na wszystkich strzępkach sprzążki.

## Występowanie
W. Wojewoda w 2003 r. w swoim opracowaniu podaje 7 stanowisk czernidłaka śnieżnobiałego na terenie Polski. Później podano jeszcze trzy stanowiska Jeszcze nowsze stanowiska podaje internetowy atlas grzybów. Znajduje się na Czerwonej liście roślin i grzybów Polski. Ma status R – gatunek potencjalnie zagrożony z powodu ograniczonego zasięgu geograficznego i małych obszarów siedliskowych.
Saprotrof. Rozwija się na odchodach zwierząt roślinożernych (najczęściej na końskim, bydlęcym i krowim łajnie).

## Gatunki podobne
Jest wiele podobnych gatunków Coprinopsis i Coprinellus. Coprinopsis nivea łatwo jednak można rozpoznać po tym, że młode owocniki są całkowicie pokryte ziarnistym welonem, a starsze jego kłaczkowatymi resztkami i włoskami. Mikroskopowo różni się dużymi elipsoidalnymi lub dzwonkowatymi bazydiosporami.